# 王爺千歲信仰

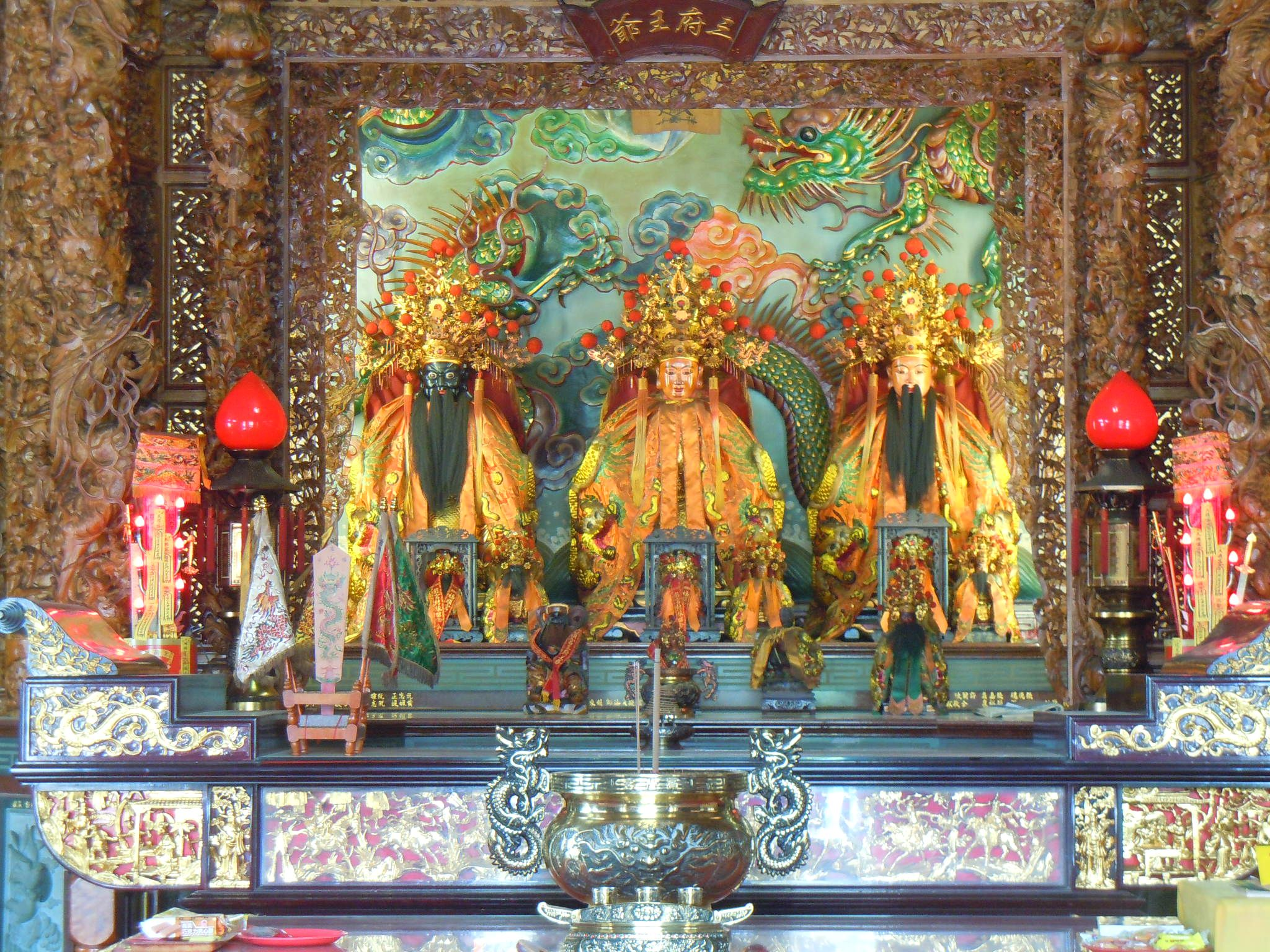
臺中市北屯區福隆宮三府王爺－朱、李、池

王爺千歲信仰是閩南地區與臺灣最為盛行的民間信仰之一，有燒王船的習俗，是臺灣民間信仰的一大特色，有被稱為「千歲」、「王爺」、「尊王」、「聖王」、「王公」、「代巡」、「大巡」者。

## 信仰來源

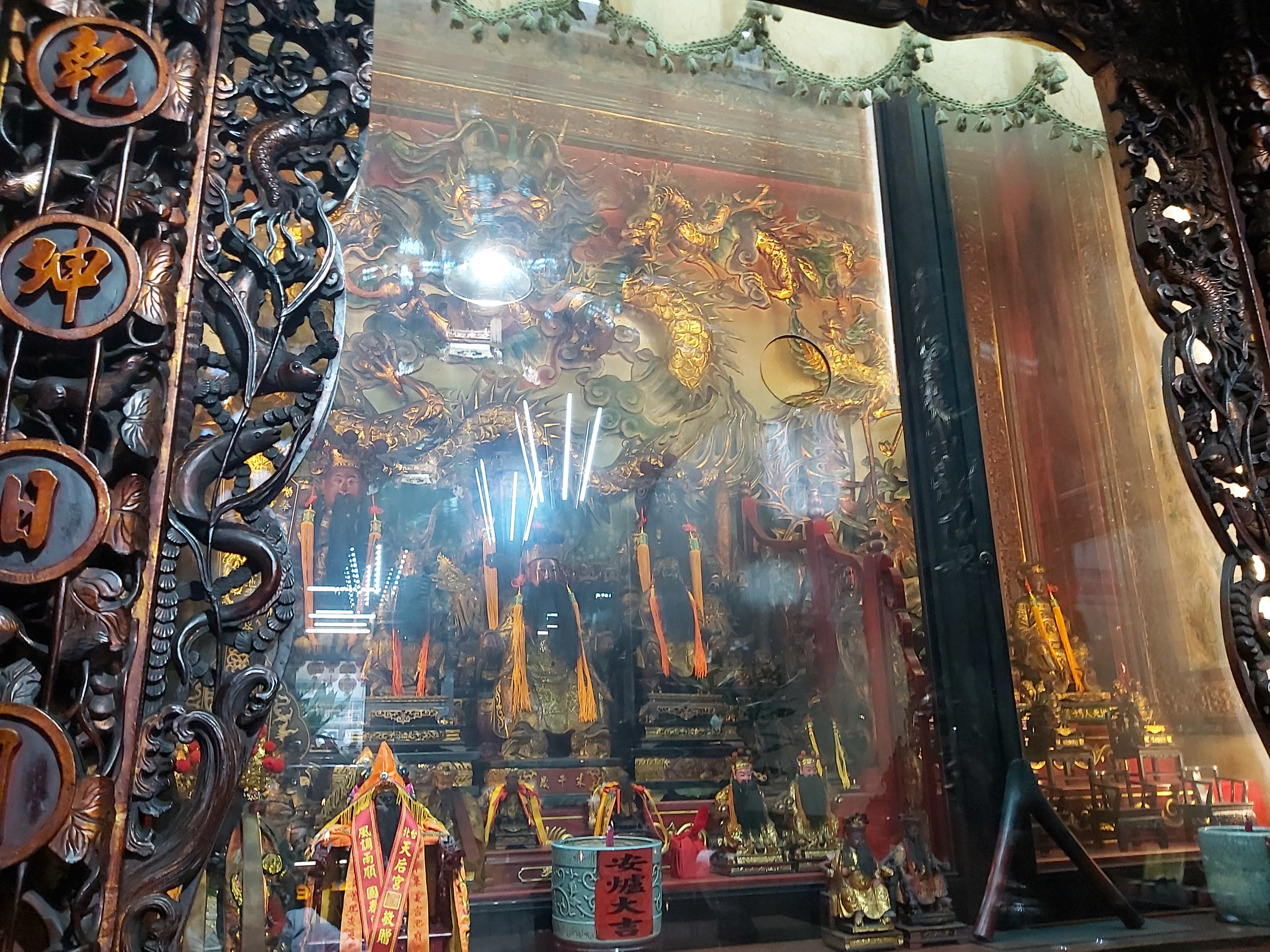
臺北市萬華區艋舺集義宮三府王爺－朱、池、李。

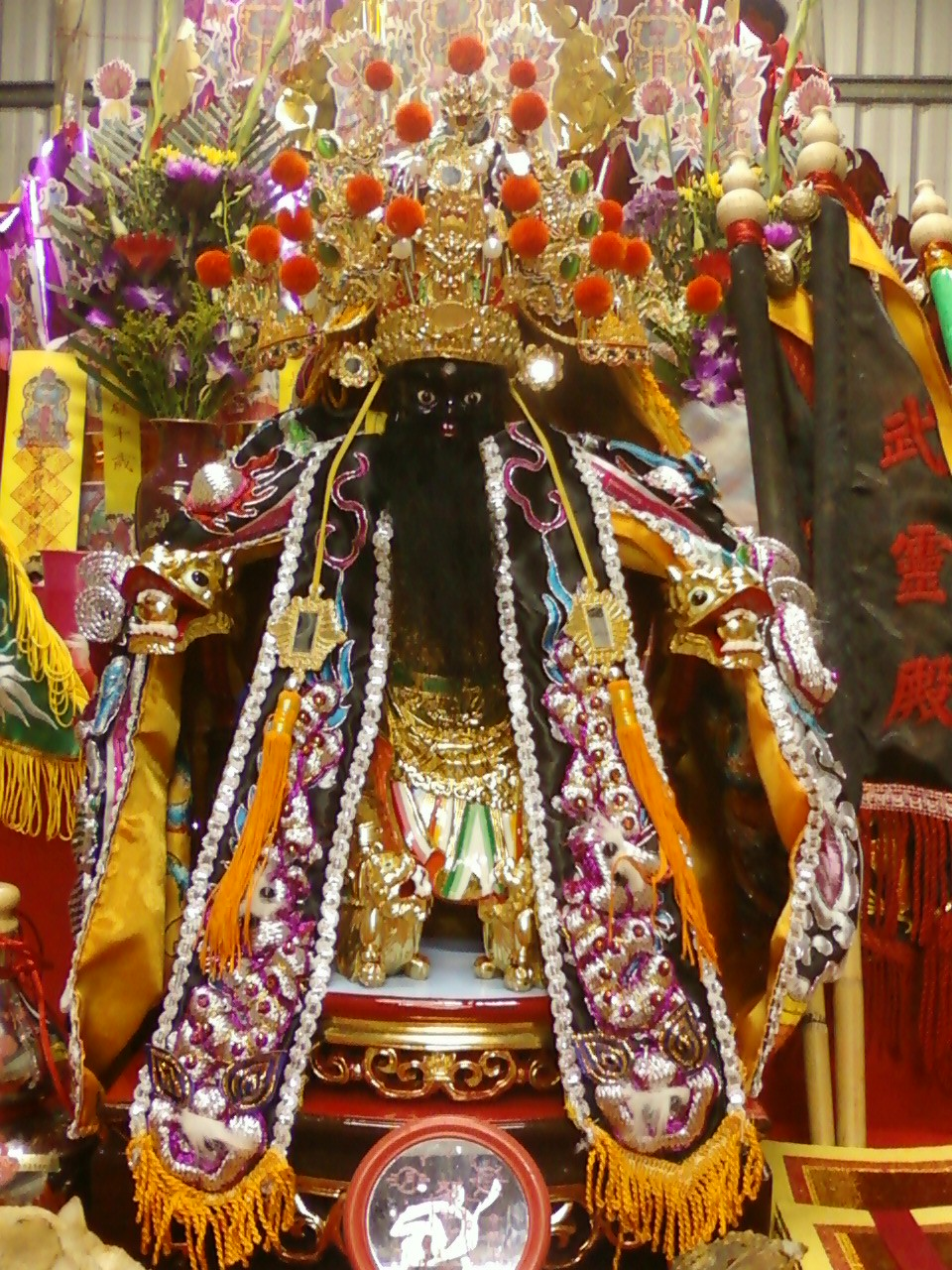
池府千歲聖像

「王爺」本來是對親王、郡王的尊稱，其位階僅次於皇帝。在民間信仰裡，就把尊重的男性神尊為「王爺」。
在福建此類神原指是瘟神，福州有五福王爺信仰，《乌石山志》载：“榕城内外，凡近水依寺之处，多祀疫神，称之为涧，呼之为殿，名曰五帝，与之以姓曰张、鍾、刘、史、赵。”（《乌石山志》卷9《志余》）清康熙二十九年（1690年），官府视之为“淫祀”而拆毁，并下令“民再祀者罪之”。但不久又恢复，“庙貌巍然，且增至十有余处，视昔尤盛。”（清·乾隆《福州府志》卷24《风俗》）在闽南等地，奉众多的“王爷”为瘟神，每个王爷都冠以姓氏。王爷庙遍布沿海各地。供奉三尊王爷的称“三王府”，四尊王爷的称“四王府”，五尊王爷的称“五王府”。
王爺信仰在臺灣常見主要可分為三類。
- 一是以「歷史英靈」為主的乃指「有功烈於民」之祀典諸神。因生前有功或有德，歿後被奉為神明，成神後又常顯靈，能保境安民，或有求必應，民間遂崇祀立廟。
- 二是以「十二瘟王」為主的五年千歲（雲林縣褒忠鄉馬鳴山鎮安宮、嘉義縣東石鄉先天宮、臺南市西港區西港慶安宮）。
- 三是以「五瘟使者」為主的五府千歲（臺南市北門區南鯤鯓代天府-李池吳朱范、麻豆代天府）、五福王爺（臺南市北區全臺白龍庵）

瘟神信仰又與厲鬼信仰有關。清代巡臺御史黃叔璥《使臺錄》：「三年王船，備物建醮，志言之矣。及問所祀何王，相傳唐時三十六進士為張天師用法冤死，上帝敕令五人巡遊天下，三年一更，即五瘟神。飲饌器具悉為五份，外懸池府大王燈一盞云：南明鄭陳永華臨危前數日，有人持柬借宅，永華盛筵以待，稱為池大人。池呼陳為角宿大人，揖讓酬對，如大賓。永華亡，土人以為神，故並祀焉。」
王爺會被以受玉皇上帝之命令下凡巡察人間、獎善懲惡來提升神格，此即所謂之「代天巡狩」，類於古時的巡按、欽差大臣，今日為人伸冤的司法官，亦有成為地方境主、負責地方行政類似古代知事者，脫離最早的瘟神、厲鬼範疇。其所在王府稱為「代天府」，並配屬有天將天兵、地將地兵。
連雅堂《臺灣通史‧宗教志》認為明鄭遺民假託祭祀王爺之名以奉祀鄭成功祖孫。

### 姓氏分類

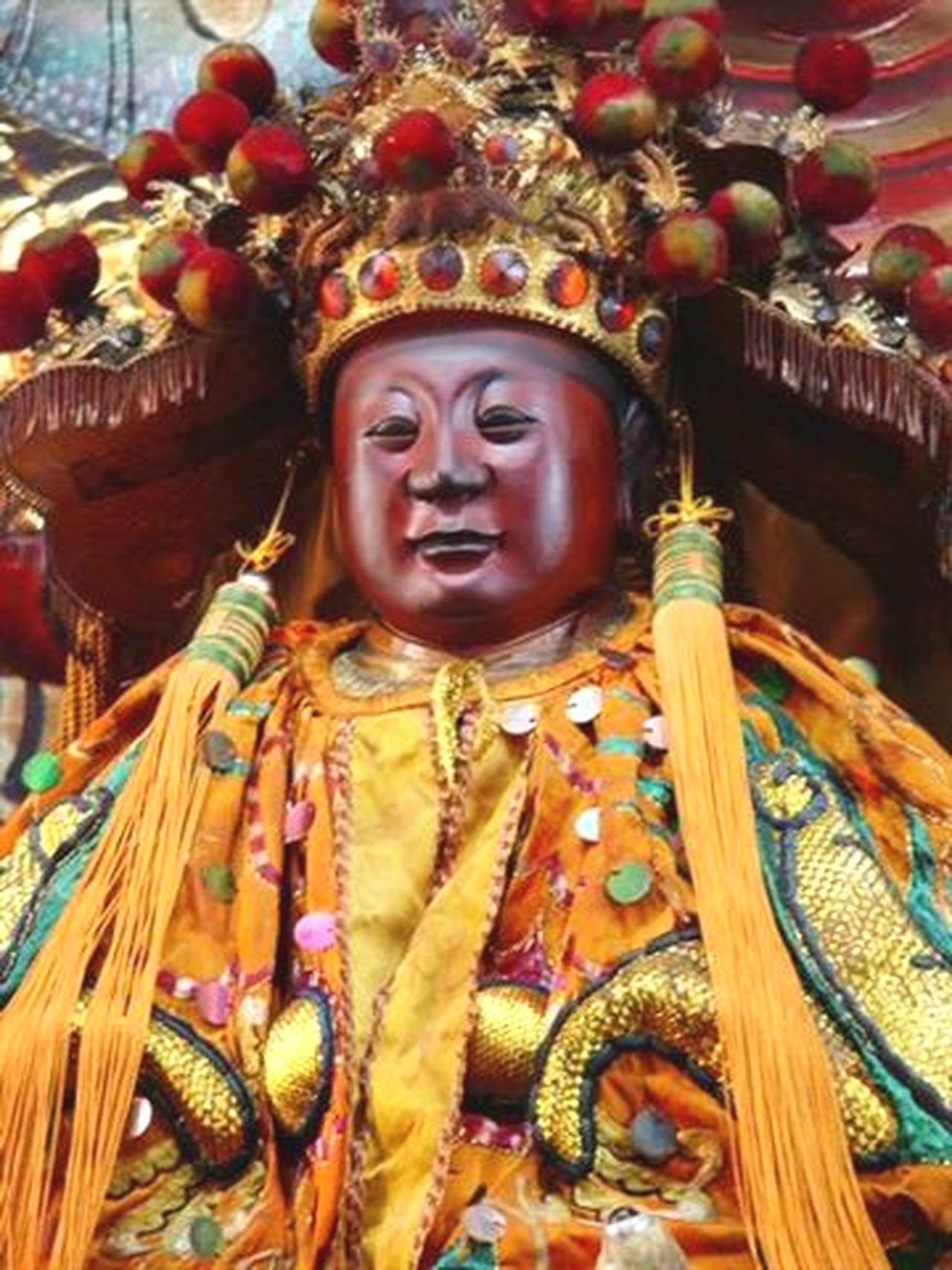
吳府千歲聖像

在臺灣及閩南地區有許多的「王爺廟」（代天府），其主祀為王爺（統稱為千歲），這些廟裏的千歲一般只稱姓氏，不稱其名，有上百餘種姓氏，稱為「某府千歲」（某府王爺）。王爺的種種姓氏往往附會在歷史上有名的人物上，如稱李府千歲是李大亮、池府千歲是池夢彪、吳府千歲是吳孝寬、朱府千歲是朱叔裕、范府千歲是范承業、薛府千歲是薛仁貴、雷府千歲是雷萬春、蕭府千歲是蕭何、包府千歲是包拯等。
目前在臺灣最常見的三個不同姓氏王爺合祀，五個不同姓氏王爺合祀等等，合祀在一起的則稱三老爺、三府千歲、五府千歲，有時又稱為三王府、五王府等。
也有廟宇主祀四府王爺、六府王爺、七府王爺。貴文宮供奉九府王爺，在臺灣廟宇中相當罕見，另外也有 周府千歲 也是特別少見的。
王爺信仰的系統非常繁雜，如甲乙兩廟皆供奉李府千歲，但造像來歷不一定相同，蓋因兩位李府千歲並非同一神，很有可能只是同姓而已。

## 祭祀活動

### 地方廟宇
「王爺信仰」（千歲信仰）尤其盛於南臺灣，與臺灣中部的媽祖信仰並稱，俗曰：『南王爺、中媽祖』，又另稱『三月瘋媽祖、四月王爺生』，顯示民眾狂熱的程度。

### 送王船習俗

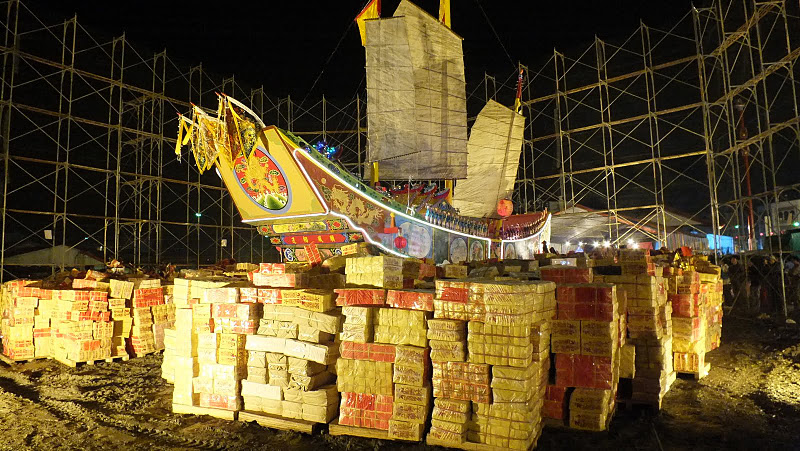
柳營代天院的王船醮（2011年拍攝）

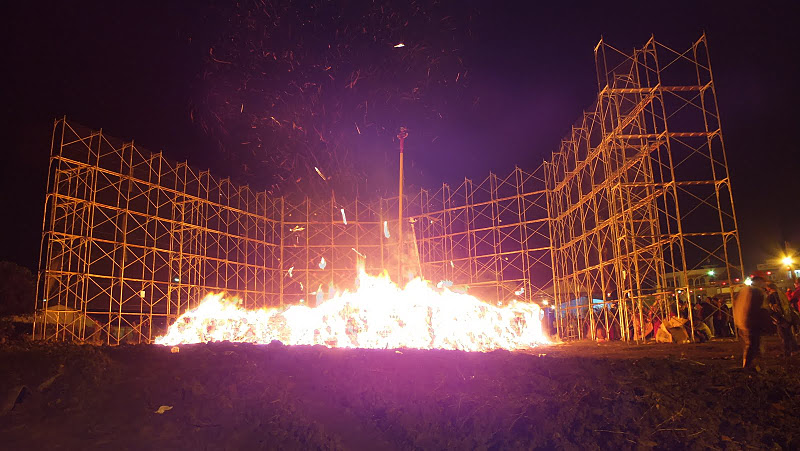
柳營代天院燒王船（2011年拍攝）

早期民間認為千歲乃玉帝所派、負責管理傳播瘟疫的神明，故民眾不敢久留其於鄉里，常以王船形式把王爺送到外地，或者焚燒送其回天庭。
送王船在中國大陸閩南地區又可分為泉州派、漳州派。一般認為千歲如人間的欽差、巡按，奉天命來作代天巡狩，大多採行「數年一醮」，每幾年就舉辦一次大型豐富隆重的祭祀，另有災禍或瘟疫時，亦會迎請千歲至該地區鎮壓，或舉行「送王船」儀式等。
「送王船」的習俗有兩種，一種是「遊天河」，就是以紙、竹、綢緞等製造王船，到海边火化，送神歸天，盛行於福州、漳州；另一種稱為「遊地河」，以木製真船，使之隨風放流，到下一個港口、村落，供他人祭祀，盛行於泉州、厦门。而鄰近的潮汕地區同時存在與之類似的兩種習俗。
福建各地皆有「遊天河」之俗，即《乌石山志》所说“出海”，又称“送船”、“送王船”等。福州城的“瘟船”多为纸竹扎成，《闽杂记》载：“出海，驱遣瘟疫也。福州俗，每年五六月中，各社醵钱扎竹为船，糊以五色绫纸，内设神座及仪从供具等，皆绫纸为之，工巧相尚，有费数十缗者，雇人舁之，鸣螺挝鼓，肩各庙神像，前导至海边焚化。”（《闽杂记》卷7《出海》）《乌石山志》载：“出海剪彩为舟，备食息起居诸物，并神鬼所请之相，纳于舟中，鼓噪而焚于水次。以祭祀毛血贮木桶中，数人负之而趋，谓之‘福桶’”。
而「遊地河」就是製造真船，將王爺的神像連同祭品、糧食，搭載在一艘富麗堂皇的特製船中，上面旌旗招展，桅帆俱備，萬分威武，放入河海，任其漂流。如王船漂到某個村落，該村便要迎神奉祀一番，再將之放流，或者就地建廟以護庇民眾，臺灣許多知名的王爺廟都是因王船漂至而建廟。此俗明清至民国时盛行，每3年举行一次，祭典极隆重，称之为“王醮”。民国时期，泉州富美宫附近还有一专门制造“王船”的工场，祭典就在晋江江边举行，有些“王船”漂至台湾海岸，故台湾王爷崇拜多源于闽南。，據說南鯤鯓代天府的千歲爺，便是這樣而來的。《闽杂记》载：“漳府属亦有之，然亦皆绫纸糊耳。惟厦门人别造真船，其中诸物，无一贗品，并不焚化，但浮海中，任其漂没，计一船所费，或逾中人之产，付诸无用，殊可惜也。」另外，由於放流王船，流至外庄，依例則必須大加祭祀，舉辦隆重祭典，清朝中葉以後，台灣人為了避免使他鄉鄉民耗費過多金錢，多改採用焚燒王船的方式，將神明送歸天庭。
在潮汕的部分地區，亦有類似「送王船」的送瘟神習俗，一般在農曆正月或是二月初二舉行。送瘟神有兩種方法，一種與「遊天河」接近，叫做「送香船」；一種與「遊地河」接近，叫做「送竹龍」。香船和竹龍形式相似，都是由竹子和紙製作成，香船最後會被火化焚燒，而竹龍會被放去河中用石頭等重物壓住直至沉沒。在送香船前，部分地區會先進行召香船的儀式，期間男女老少會用手觸摸香船的不同部位以求祈福，而主持儀式者也會唸誦召香船歌，召喚結束後香船便被視作不祥之物將被火化。亦有地區在抬香船時會有人群向香船投擲石塊和點燃的香等物。在焚燒香船前，亦會進行營老爺的活動，將老爺請至香船面前監督焚燒。另外，爭奪香船的祭品雞肉也是送香船習俗中的一部分。「送竹龍」活動由於被視作不祥之物的竹龍會漂至下游村落，引發村落之間的爭執，因而逐漸被廢棄。

#### 類似習俗
在香港，亦有類似「扒天姬」（又名「扒天機」）的送瘟神及送災星的習俗，會在農曆正月十九時舉行(部份鄉村會在農曆正月十七時舉行)，村民會在門前掛上桃枝和大蒜，並會「扒」著紙製的「天姬船」巡村 ，向村民收集衣紙寶燭及象徵不潔之物，例如會將炭粒、黃豆及雜草，放入紙船中，再將其焚化，寓意送走瘟神災星。
2020年12月17日，中國與馬來西亞聯合申報的「送王船——有關人與海洋可持續聯繫的儀式及相關實踐」列入聯合國教科文組織人类非物質文化遺產名錄。

### 引用
1. ↑  .   [2013-03-22]. （原始内容存档于2016-03-04）.
2. ↑  連雅堂《臺灣通史‧宗教志》：「時已歸清，語多避忌，故閃爍其辭，而以王爺稱。」「雍乾之際，芟夷民志，大獄頻興，火烈水深，何敢稍存故國之念？」
3. ↑  楊迪文. . 《聯合晚報》. 1989-02-21 （中文（臺灣））.
4. ↑  黃靖雅. . 《聯合晚報》. 1990-05-29 （中文（臺灣））.
5. ↑  陳俊合. . 《民生報》. 1998-03-05 （中文（臺灣））.
6. ↑  楊淑媛. . ETtoday新聞雲. 2017-02-11  [2017-06-13]. （原始内容存档于2017-09-13） （中文（臺灣））.
7. ↑  千歲巡狩─島嶼王船文化 （页面存档备份，存于）中央研究院電子報
8. ↑  《乌石山志》卷4《寺观》
9. ↑  .   [2013-03-22]. （原始内容存档于2015-02-21）.
10. ↑  《闽杂记》卷7《出海》
11. ↑  . 揭陽新聞網.   [2020-12-19]. （原始内容存档于2021-01-05）.
12. ↑  . 搜狐.   [2020-12-19]. （原始内容存档于2021-01-06）.
13. ↑  . 橄欖網.   [2020-12-19]. （原始内容存档于2021-01-05）.
14. ↑  . 香港非物質文化遺產資料庫.   [2025-02-03]. （原始内容存档于2023-12-04） （中文（繁體））.
15. ↑  . on.cc東網. 2020-12-17  [2020-12-17]. （原始内容存档于2020-12-18） （中文（香港））.

## 外部連結
- 千歲巡狩 數位島嶼王船文化展
- 台灣的王船祭(一) （页面存档备份，存于）
- 台灣的王船祭(二) （页面存档备份，存于）
- 台灣的王船祭(三) （页面存档备份，存于）
- 台灣的王船祭(四) （页面存档备份，存于）

影像實錄
- 觀光局雲嘉南濱海國家風景區管理處：鹽鄉信仰的故事 （页面存档备份，存于）